# Volby do Zastupitelstva města Olomouce 2022
Volby do zastupitelstva Olomouce v roce 2022 proběhly v rámci komunálních voleb v pátek 23. a v sobotu 24. září. Zvoleno bylo celkem 45 zastupitelů, tedy stejně jako při minulých volbách. V Olomouci a okolních obcích proběhlo souběžně také 1. kolo senátních voleb.

## Vývoj po minulých volbách
Minulé komunální volby v Olomouci vyhrálo hnutí ANO, které získalo 14 mandátů. Druhé skončilo ProOlomouc s šesti mandáty, třetí koalice Piráti a Starostové rovněž se šesti zastupiteli. Čtvrtá ODS získala pět mandátů, čtyři měla pátá KDU-ČSL. Šesté skončilo hnutí spOLečně se třemi mandáty. Sedmou příčku obsadila koalice SPD a SPOZ rovněž se třemi zastupiteli. Na osmém místě skončila KSČM se dvěma mandáty. Devátá ČSSD získala dva mandáty. Koalici po volbách vytvořily hnutí ANO společně s ODS, KDU-ČSL a hnutím spOLečně, dohromady tak měly 26 mandátů. Primátorem Olomouce se stal Miroslav Žbánek (ANO). V opozici pracovali zastupitelé hnutí ProOlomouc, koalice Pirátů a Starostů, koalice SPD a SPOZ, dále KSČM a ČSSD.

## Před volbami
V zákonném termínu podalo kandidátní listiny 11 politických subjektů nebo uskupení. Kompletní kandidátku sestavilo osm z nich. O přízeň voličů tak usilovalo celkově 429 kandidátů, nepočítáme-li odvolané kandidáty.

### Odvolaní kandidáti a kandidáti, kteří se své kandidatury vzdali
Hnutí Přísaha více než měsíc před volbami odvolalo ze své kandidátní listiny čtyři kandidáty, mj. kandidáta č. 7 technického inženýra Antonína Grézla (BEZPP), kandidátku č. 16 administrativní pracovnici Renátu Grézlovou (BEZPP) či kandidátku č. 17 pedagožku Sabinu Masopustovou (BEZPP).
Strana SPR-RSČMS odvolala ze své kandidátní listiny kandidáta č. 11, zastupitele Bruntálu a učitele Karla Mašlíka (člen SPD).

### Statististické údaje
Nejmladším kandidátům bylo 21 let (jednalo se hned o čtyři kandidáty), nejstaršímu kandidátovi bylo 91 let. Průměrný věk kandidátů byl zhruba 52 let. Nejvyšší průměrný věk kandidátů nabízela kandidátka KSČM (65,58 let), naopak nejnižší průměrný věk kandidátů jsme mohli naleznout u kandidátky spOLečně (43,60 let), kandidátky ProOlomouc a Pirátů (43,84 let) a kandidátky STAN, Zelených a nezávislých olomouckých osobností (45,38 let). Celkový podíl žen na kandidátních listinách byl zhruba třetinový, nejvyšší podíl žen nabízela kandidátka KSČM (21 žen ze 45 kandidátů), nejnižší pak kandidátka spOLečně (10 žen ze 45 kandidátů).

### Rozhovory s kandidáty, předvolební debaty
- Český rozhlas Olomouc: Komunální volby 2022 – speciál z Olomouce, 13. září 2022
- Institut pro politiku a společnost: Předvolební debata kandidátů na primátora statutárního města Olomouc, 31. srpna 2022

## Výsledky voleb
Komunální volby v Olomouci potřetí za sebou vyhrálo hnutí ANO 2011, přičemž dosáhlo rekordního výsledku, a sice 16 mandátů a 31,75 % hlasů. Oproti minulým volbám si tak polepšilo ještě o dvě křesla. Na druhém místě se umístila koalice SPOLU, která získala 10 mandátů a 19,58 % hlasů. V rámci této koalice straně ODS připadlo 5 mandátů, KDU-ČSL 3 mandáty a TOP 09 2 mandáty. Na třetím místě skončila koalice ProOlomouc a Piráti s 8 mandáty a 15,48 % hlasů. V rámci této koalice 5 mandátů připadlo hnutí ProOlomouc a 3 mandáty České pirátské straně.
Dále v zastupitelstvu města zasednou také zástupci koalice SPD a Trikolory, která získala 5 mandátů a 11,41 % hlasů. Přičemž v rámci této koalice 3 mandáty náleží SPD a 2 mandáty straně Trikolora. Jedna z dosud vládnoucích sil ve městě, hnutí spOLečně, získalo 4 mandáty a 8,72 % hlasů. Jako poslední pětiprocentní hranici nutnou pro vstup do zastupitelstva překonala koalice STAN, ZELENÍ A NEZÁVISLÉ OLOMOUCKÉ OSOBNOSTI která má v zastupitelstvu nyní 2 mandáty a získala 5,67 % hlasů, nicméně oba mandáty připadly hnutí STAN.
Své zastoupení v zastupitelstvu oproti minulým volbám ztratila KSČM a ČSSD. Stejný osud potkal i SPOZ, která však v těchto volbách ani nepodala kandidátní listinu. Naopak nováčky v zastupitelstvu budou dva zastupitelé za TOP 09 a dva zastupitelé za Trikoloru.
Volební účast dosáhla 39,77 % a byla tak srovnatelná s předchozími komunálními volbami, kde účast dosáhla 38,16 %.
| Číslo  | Volební strana | Volební strana                                                       | Lídr/yně            | Povolání lídra                                                                              | Počet hlasů | Hlasy v % | Mandáty | Bilance |
| ------ | -------------- | -------------------------------------------------------------------- | ------------------- | ------------------------------------------------------------------------------------------- | ----------- | --------- | ------- | ------- |
| 3      |                | ANO 2011                                                             | Miroslav Žbánek     | primátor města, místopředseda Svazu měst a obcí ČR                                          | 408 704     | 31,75 %   | 16      |         |
| 10     |                | SPOLU (tj. ODS, KDU-ČSL a TOP 09)                                    | Markéta Záleská     | náměstkyně primátora, překladatelka                                                         | 252 061     | 19,58 %   | 10      |         |
| 5      |                | ProOlomouc a Piráti                                                  | Tomáš Pejpek        | architekt, zastupitel města                                                                 | 199 255     | 15,48 %   | 8       |         |
| 11     |                | SPD a Trikolora                                                      | Pavel Jelínek       | IT specialista                                                                              | 146 934     | 11,42 %   | 5       |         |
| 4      |                | spOLečně                                                             | Otakar Štěpán Bačák | ekonomický náměstek primátora města                                                         | 112 285     | 8,72 %    | 4       |         |
| 2      |                | STAN, ZELENÍ A NEZÁVISLÉ OLOMOUCKÉ OSOBNOSTI                         | Andrea Hanáčková    | vedoucí Katedry divadelních a filmových studií FF UPOL, dokumentaristka, zastupitelka města | 72 973      | 5,67 %    | 2       |         |
| 7      |                | Olomoučané (tj. ČSSD a nezávislí kandidáti)                          | Michael Mencl       | projektant                                                                                  | 49 908      | 3,88 %    | —       |         |
| 9      |                | Komunistická strana Čech a Moravy                                    | Liběna Večeřová     | zaměstnanec Správy železnic                                                                 | 29 397      | 2,28 %    | —       |         |
| 6      |                | PŘÍSAHA – občanské hnutí Roberta Šlachty                             | Václav Dvořák       | pedagog                                                                                     | 10 339      | 0,80 %    | —       |         |
| 8      |                | Svobodní, Soukromníci, Koruna Česká, Konzervativní strana            | Bohuslav Coufal     | ředitel společnosti ONYX engineering                                                        | 2 966       | 0,23 %    | —       |         |
| 1      |                | Sdružení pro republiku – Republikánská strana Čech, Moravy a Slezska | Pavel Mužný         | informační technik                                                                          | 2 331       | 0,18 %    | —       |         |
| Celkem | —              | —                                                                    | —                   | —                                                                                           | 1 287 153   | —         | 45      | —       |

## Povolební vývoj
30. září 2022 bylo oznámeno, že novou trojkoalici vytvoří ANO, ProOlomouc a Piráti a spOLečně. Primátorem zůstává Miroslav Žbánek (ANO). Zástupci všech subjektů budoucí koalice se shodli na rozložení sil v jedenáctičlenné Radě města Olomouce. Hnutí ANO v ní připadne šest pozic, hnutí spOLečně dvě a koalice ProOlomouc a Piráti obsadí tři místa. Zmíněná Rada města Olomouce, v jejímž čele zasedne primátor Miroslav Žbánek, bude mít celkem šest náměstků. Za hnutí ANO usednou do uvolněných funkcí členů rady města Miroslava Ferancová a Miloslav Tichý, za hnutí spOLečně Otakar Štěpán Bačák a za ProOlomouc a Piráty Tomáš Pejpek, Kateřina Dobrozemská a Viktor Tichák. Do pozic předsedů kontrolního a finančního výboru městského zastupitelstva usednou zástupci opozičních stran.

### Rada města Olomouce
Rada města Olomouce má 11 členů:
- Miroslav Žbánek (ANO) – primátor
- Miroslava Ferancová (ANO) – náměstkyně primátora pro majetkoprávní záležitosti, dopravu a sport
- Miloslav Tichý (ANO) – náměstek primátora pro investice a dotační projekty
- Eva Kolářová (ANO) – člen rady města
- Jaromír Lošťák (ANO) – člen rady města
- Václav Kryl (ANO) – člen rady města
- Tomáš Pejpek (ProOl) – náměstek primátora pro strategický rozvoj, útvar hlavního architekta a komise městských částí
- Kateřina Dobrozemská (ProOl) – náměstkyně primátora pro sociální politiku
- Viktor Tichák (Piráti)  – náměstek primátora pro školství, kulturu a cestovní ruch
- Otakar Štěpán Bačák (spOL) – 1. náměstek primátora, náměstek primátora pro ekonomiku, controlling městských firem, zeleň a odpady
- Lukáš Krbeček (spOL) – člen rady města

### Ustavující zasedání zastupitelstva
Dosavadní primátor Olomouce, Miroslav Žbánek, svolal ustavující zasedání zastupitelstva na 21. října 2022.